# Athelia cystidiolophora
Athelia cystiolophora ist eine Ständerpilzart aus der Familie der Gewebehautverwandten (Atheliaceae). Sie bildet resupinate, weiße und schimmelteppichartige Fruchtkörper auf Koniferen aus. Die bekannte Verbreitung der Art umfasst mit Europa und Kanada ein holarktisches Areal.

## Merkmale

### Makroskopische Merkmale
Athelia cystidiolophora bildet wie alle Arten aus der Gattung der Gewebehäute (Athelia) weißliche, dünne Fruchtkörper mit glattem Hymenium und unscheinbarem bis gespinstartigen Ränder aus. Sie lassen sich leicht vom Substrat ablösen.

### Mikroskopische Merkmale
Athelia cystidiolophora besitzt eine für Gewebehäute typische monomitisch Hyphenstruktur, das heißt, sie besitzt lediglich generative Hyphen, die dem Wachstum des Fruchtkörpers dienen. Die Hyphen sind hyalin und dünnwandig. Sie besitzen vereinzelt Schnallen, sind einfach septiert und 3–5 µm breit. Die Zystiden der Art sind zylindrisch, dünnwandig und an der Spitze verbreitert; einige bis zu 100 µm lange Elemente könnten riesenwüchsige Zystiden darstellen. Ihre Basidien sind keulenförmig, 10–15 × 4–6 µm groß und keulenartig geformt. An der Basis sind sie einfach septiert, sie besitzen vier Sterigmata. Die Sporen des Pilzes sind breitellipsoid bis eiartig geformt, 5–6 × 3,5–4,5 µm groß, glatt und dünnwandig sowie hyalin.

## Verbreitung
Die bekannte Verbreitung von Athelia cystidiolophora umfasst das zentrale und nördliche Europa sowie Kanada. Sie gilt als eher selten.

## Ökologie
Athelia cystidiolophora ist ein Saprobiont, der Totholz von Koniferen befällt. Bekannte Wirtsarten sind unter anderem Gemeine Fichte (Picea abies), Weiß-Tanne (Abies alba) und Douglasie (Pseudotsuga menziesii).